# Morrón de la Parra
El Morrón de la Parra es una montaña de la sierra de Gádor, al sur de la provincia de Almería (España). Con una altitud de 2134 m s. n. m., se trata del "dosmil" más al norte de la sierra. La cima oriental de la montaña se conoce como cerro Colorados (2125 m). Administrativamente, se encuentra en el término municipal de Fondón.

## Descripción
Presenta dos cimas onduladas, sin relieves escarpados, en orientación Este-Oeste. El cerro Colorados constituye la cima oriental y tiene su vértice geodésico a 2125 m, aunque alcanza su máxima cota (2133 m) unos 40 m al sureste del vértice. La cima occidental representa el Morrón de la Parra propiamente dicho y es la de mayor altitud (2134 m).
Al norte, sus laderas van aumentando el desnivel hasta dar al Valle del Andarax, a unos 800 m s. n. m. Al sur se encuentra la zona conocida como "El Pelao", una meseta por encima de los 1800 m y de escasa vegetación que conforma la parte alta de la sierra.